# Roberto Lacorte

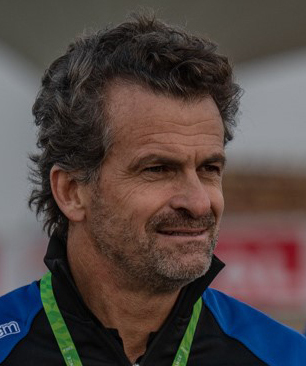
Roberto Lacorte 2021

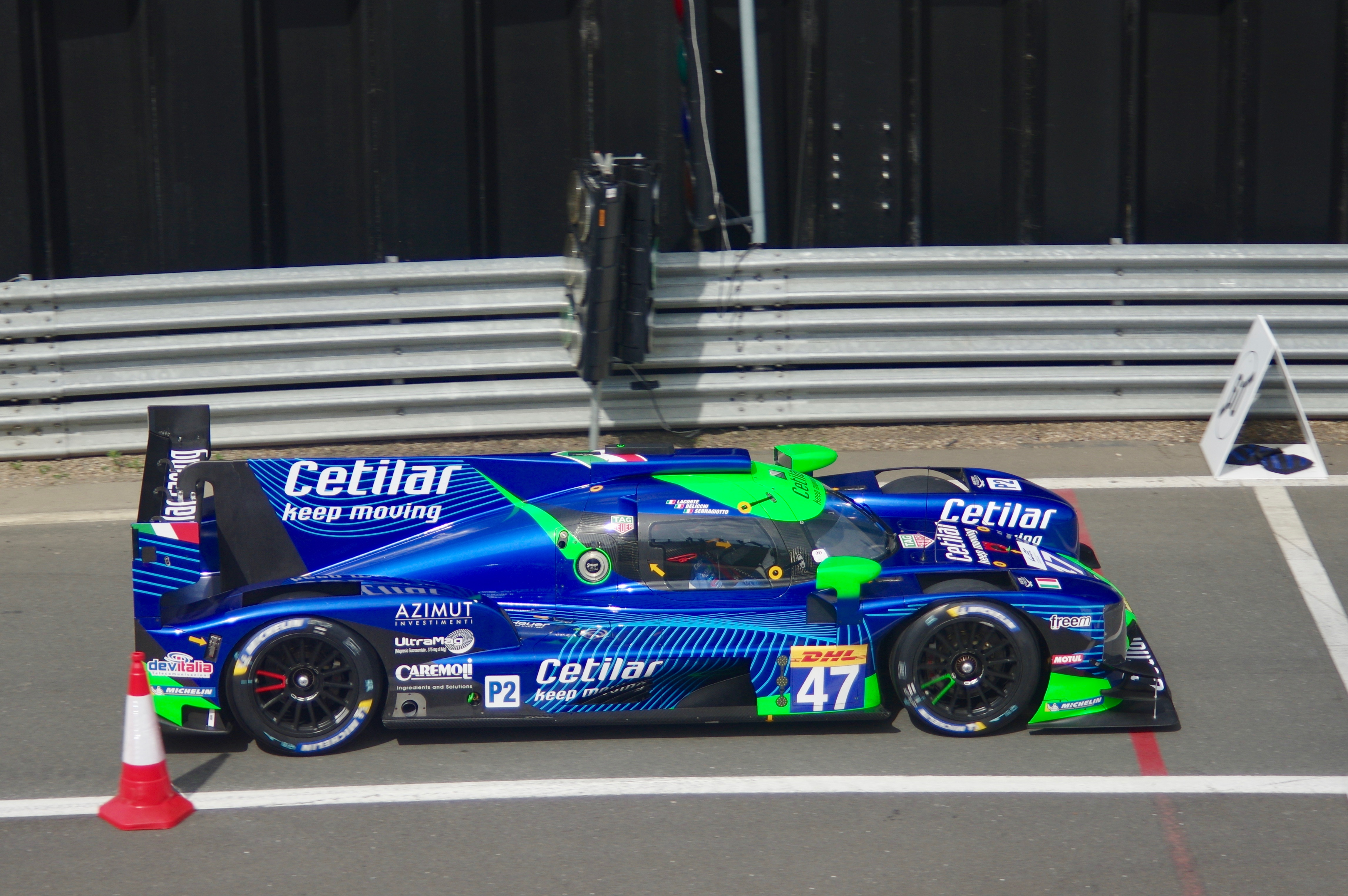
Der Dallara P217 von Andrea Belicchi, Giorgio Sernagiotto und Roberto Lacorte beim 4-Stunden-Rennen von Silverstone 2019

Roberto Lacorte (* 15. Juni 1968 in Pisa) ist ein italienischer Unternehmer, Segler und Autorennfahrer. 

## Unternehmer
Roberto Lacorte studierte an der Universität Pisa Betriebswirtschaftslehre. Nach seinem Militärdienst bei der Italienischen Marine 1995 und 1996 arbeitete er in unterschiedlichen Wirtschaftsprüfungskanzleien. 2003 gründete er mit Partnern Pharmanutra, ein Börsennotiertes Unternehmen, das weltweit Functional Food und medizinische Geräte produziert und vertreibt.

## Segler
Roberto Lacorte ist ein bekannter Segler, der mit eigener Maxi-Yacht an internationalen Hochseeregatten teilnimmt.

## Karriere als Rennfahrer
Über Giorgio Sernagiotto kam Lacorte zum internationalen Motorsport. Er fuhr erst in einigen nationalen GT-Serien und bestritt mit dem 6-Stunden-Rennen von Vallelunga 2014 sein erstes internationales Sportwagenrennen. Hinter dem Trio Piergiuseppe Perazzini/Marco Cioci/Giancarlo Fisichella im AF-Corse-Ferrari 458 Italia GTC erreichte er mit Partner Sernagiotto im Tatuus PY012 den zweiten Gesamtrang. Mit dem Beginn der Saison 2015 wurde er zum regelmäßigen Starter in der European Le Mans Series. Er fuhr die LMP2-Rennwagen von Cetilar Villorba Corse und erreichte mit dem vierten Rang beim 4-Stunden-Rennen von Monza 2017 seine bisher beste Platzierung in dieser Rennserie.
2017 gab er mit dem neunten Gesamtrang sein Debüt beim 24-Stunden-Rennen von Le Mans. 2018 beendete er das Rennen auf Platz 19 der Gesamtwertung.

## Statistik

### Le-Mans-Ergebnisse
| Jahr | Team                   | Fahrzeug            | Teamkollege         | Teamkollege         | Platzierung | Ausfallgrund |
| ---- | ---------------------- | ------------------- | ------------------- | ------------------- | ----------- | ------------ |
| 2017 | Cetilar Villorba Corse | Dallara P217        | Andrea Belicchi     | Giorgio Sernagiotto | Rang 9      |              |
| 2018 | Cetilar Villorba Corse | Dallara P217        | Felipe Nasr         | Giorgio Sernagiotto | Rang 19     |              |
| 2019 | Cetilar Villorba Corse | Dallara P217        | Andrea Belicchi     | Giorgio Sernagiotto | Rang 18     |              |
| 2020 | Cetilar Villorba Corse | Dallara P217        | Andrea Belicchi     | Giorgio Sernagiotto | Rang 14     |              |
| 2021 | Cetilar Racing         | Ferrari 488 GTE Evo | Antonio Fuoco       | Giorgio Sernagiotto | Ausfall     | Unfall       |
| 2023 | Graff Racing           | Oreca 07            | Giedo van der Garde | Patrick Pilet       | Rang 37     |              |

### Sebring-Ergebnisse
| Jahr | Team           | Fahrzeug                 | Teamkollege   | Teamkollege         | Platzierung             | Ausfallgrund |
| ---- | -------------- | ------------------------ | ------------- | ------------------- | ----------------------- | ------------ |
| 2022 | Cetilar Racing | Ferrari 488 GT3 Evo 2020 | Antonio Fuoco | Giorgio Sernagiotto | Rang 22 und Klassensieg |              |
| 2023 | Cetilar Racing | Ferrari 296 GT3          | Antonio Fuoco | Giorgio Sernagiotto | Rang 37                 |              |
| 2024 | Cetilar Racing | Ferrari 296 GT3          | Antonio Fuoco | Giorgio Sernagiotto | Rang 30                 |              |

### Einzelergebnisse in der FIA-Langstrecken-Weltmeisterschaft
| Saison  | Team             | Rennwagen       | 1   | 2   | 3   | 4   | 5   | 6   | 7   | 8   | 9   |
| ------- | ---------------- | --------------- | --- | --- | --- | --- | --- | --- | --- | --- | --- |
| 2017    | Cetilar Villorba | Dallara P217    | SIL | SPA | LEM | NÜR | MEX | AUS | FUJ | SHA | BAH |
| 2017    | Cetilar Villorba | Dallara P217    | 9   |     |     |     |     |     |     |     |     |
| 2018/19 | Cetilar Villorba | Dallara P217    | SPA | LEM | SIL | FUJ | SHA | SEB | SPA | LEM |     |
| 2018/19 | Cetilar Villorba | Dallara P217    |     | 19  |     |     |     |     |     | 18  |     |
| 2019/20 | Cetilar Villorba | Dallara P217    | SIL | FUJ | SHA | BAH | AUS | SPA | LEM | BAH |     |
| 2019/20 | Cetilar Villorba | Dallara P217    | 11  | 12  | 12  | 12  | 11  | 8   | 14  | 28  |     |
| 2021    | Cetilar Racing   | Ferrari 488 GTE | SPA | POR | MON | LEM | BAH | BAH |     |     |     |
| 2021    | Cetilar Racing   | Ferrari 488 GTE | 22  | 18  | 29  | DNF | 27  | 22  |     |     |     |
| 2023    | Graff Racing     | Oreca 07        | SEB | POR | SPA | LEM | MON | FUJ | BAH |     |     |
| 2023    | Graff Racing     | Oreca 07        | 37  |     |     |     |     |     |     |     |     |